# Черванівка
Червані́вка — село в Україні, у Білопільській міській громаді Сумського району Сумської області. Населення становить 113 осіб. До 2020 орган місцевого самоврядування - Куянівська сільська рада.

## Географія
Село Черванівка розташоване на відстані 1 км від лівого берега річки Локня. На відстані 1.5 км розташовані села Йосипове та Новопетрівка.
По селу протікає струмок, котрий пересихає, на струмку встановлена загата.

## Історія
- Село постраждало внаслідок геноциду українського народу, проведеного урядом СССР 1923–1933 та 1946–1947 роках.
- 12 червня 2020 року, відповідно до розпорядження Кабінету Міністрів України № 723-р «Про визначення адміністративних центрів та затвердження територій територіальних громад Сумської області», село увійшло до складу Білопільської міської громади[1].
- 19 липня 2020 року, в результаті адміністративно-територіальної реформи та ліквідації Білопільського району, село увійшло до складу новоутвореного Сумського району[2].